# Сибілла Могой-Надь
Сибілла Могой-Надь (нім. Sibyl Moholy-Nagy; народилася як Доротея Марія Пауліна Аліса Сібілла Пітч, також Сібіл Піч; 29 жовтня 1903, Лошвіц, Німецька імперія — 8 січня 1971, Нью-Йорк) — німецько-американська драматургиня, актриса, історикиня архітектури та мистецтва, викладачка університету.
Сибілла була одружена з угорсько-американським художником, фотографом, типографом, сценографом і вчителем Баугаузу Ласло Могой-Надем. Після приходу до влади в Німеччині націонал-соціалістів вона емігрувала разом з ним через Лондон до Чикаго. Після ранньої смерті чоловіка вона зарекомендувала себе як впливова і важлива архітектурна критикиня 1950-1960-х років. Вона була однією з перших критикинь сучасної архітектури та містобудування, обґрунтовуючи свої сумніви дослідженням народної архітектури та історичних міст.

## Життєпис

### Батьківський дім, дитинство та освіта
Сибілла Могой-Надь була наймолодшою донькою дрезденського архітектора Мартіна Пітча, який працював на Німецький Веркбунд, та вчительки Фанні Пітш (1866—1945), уродженої Клаусс. Її мати походила із заможної родини текстильних фабрикантів і торговців з Хемніца. Вона отримала ґрунтовну освіту і вільно розмовляла англійською та французькою мовами. Її батько вивчав архітектуру в Дрездені і був дуже успішним незалежним архітектором. Після тривалої навчальної поїздки до Італії він спроектував багато житлових будинків, ресторанів і спеціалізувався на кінотеатрах. Його стиль був менш характерний для модернізму, натомість він відчував себе зобов'язаним архітектурному стилю Пауля Шульце-Намбурґа.
У Сібіл був брат Клаус (1902—1942) і дві сестри Єва (1899—1981) та Герта (1898—1980). Її дядьком був художник-імпресіоніст Ріхард Пітч, а племінником, сином її старшої сестри Герти, — музикознавець і музикант Вольфрам Штойде.

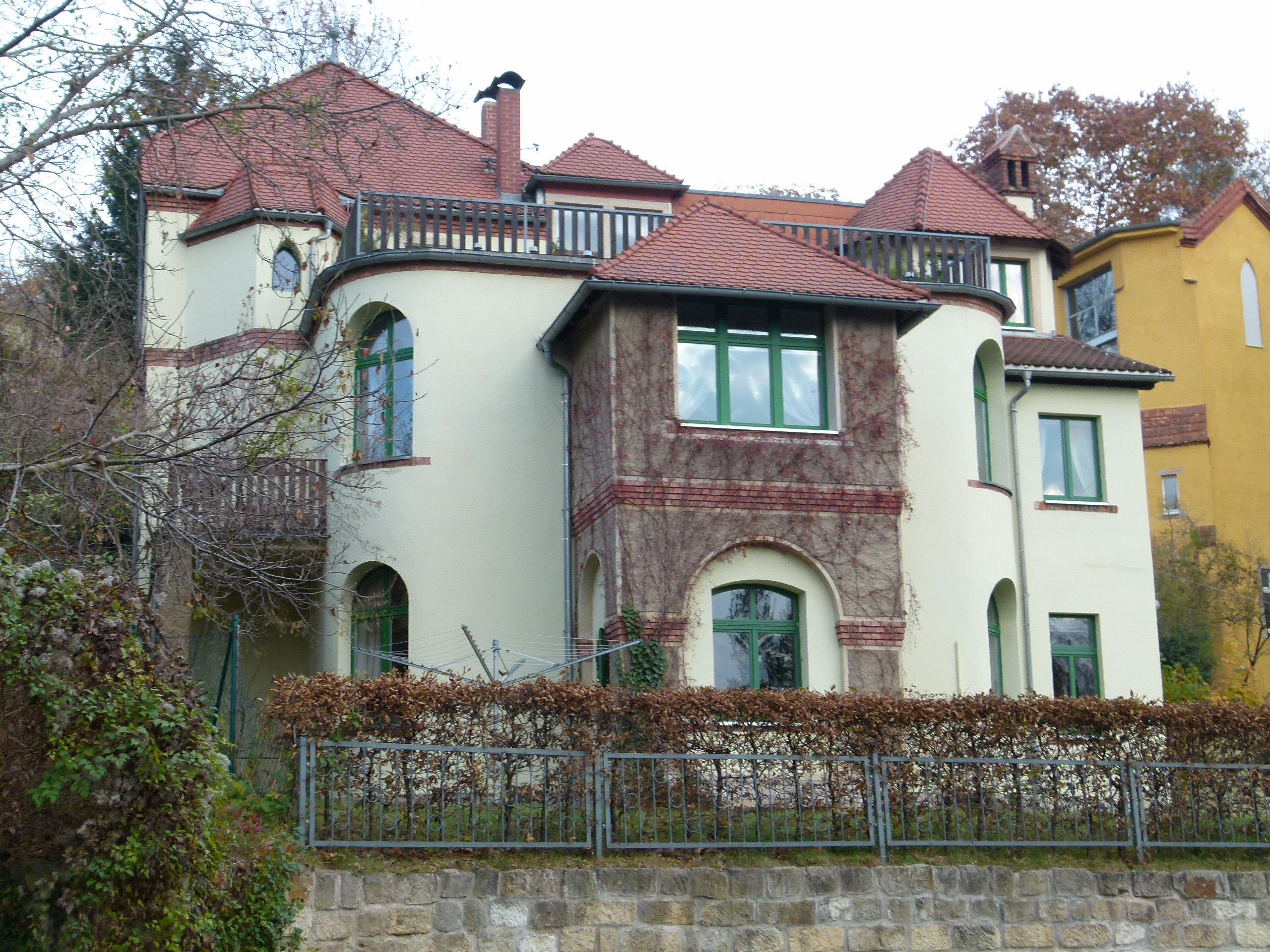
Батьківський дім Сібілли: «Маленький будинок художника»

Сибілла виросла у так званому «Маленькому будинку художника» на Пілніцер Ландштрассе, 57, який її батько збудував у 1899 році за власним проєктом. Це була зменшена версія сусіднього Кюнстлергаузу в Дрездені-Лошвіці, спроектованого трохи раніше Мартіном Пітчем. Як це не було рідкістю серед дітей середнього класу в той час, діти Пітша належали до Вандервогеля — молодіжного руху, який наголошував на любові до природи, свободи, особистої відповідальності та національної гордості. Іноді ці атрибути супроводжувалися усвідомленням нібито германського коріння Німеччини. Сібілла приєдналася до руху у віці 15 років, але покинула його лише через рік. Її описують як розумну, але водночас непокірну дівчину, яка була мало схильна до конформізму. Її щоденникові записи свідчать, що у неї не було близьких друзів і що мати вважала її «важкою». Її хороша успішність у навчанні іноді компенсувалася сильним занепокоєнням, що призводило до фізичного виснаження і майже до зриву перед іспитом на атестат зрілості в 1920 році. Єдиною людиною, з якою вона встановила тісніші стосунки, був пастор Карл Менсінг, служитель лютеранської церкви в Дрездені, з яким вона підтримувала зв'язок навіть після закінчення школи.
Сильно постраждала від Першої світової війни, вона успішно закінчила середню школу у віці 17 років. Хоча її оцінки були принаймні не гірші, ніж у її брата Клауса, батько не хотів, щоб вона вступала до університету. Він був зарезервований лише для Клауса. Її бажання займатися творчістю і зробити свій внесок як поетеса чи письменниця задокументоване в її щоденникових записах. Незважаючи на заперечення батька, вона намагалася почати навчання на продавчиню книжок і таким чином принаймні почати шукати шлях у літературу. Її старшим сестрам також було заборонено здобувати академічну освіту, але її психічний і фізичний стан залишався нестабільним. За роки навчання в Дрездені, Галле та Лейпцигу вона пережила кілька зривів і провела кілька місяців у санаторіях. У 1923 році вона остаточно перервала навчання на продавчиню книжок і почала працювати секретаркою. Після кількох місяців роботи в Науково-дослідному інституті морфології культури в Мюнхені вона перейшла до видавництва в Лейпцигу. Вона отримала дуже хороші рекомендації, які підкреслювали її відданість справі та літературну освіту.

### Театральна і кінокар'єра
Проте, жоден з цих видів діяльності не задовольняв її, тож у 1924 році вона повернулася до батьківського дому в Дрездені і брала уроки акторської майстерності у Лілі Канн, а згодом також у Еріха Понто. З 1923 року вона також вивчала філологію в університетах Лейпцига (1925) і Гіссена (1929). Після першого ангажементу в театрі «Жагань» у Сілезії переїхала з провінції до Берліна, де працювала як акторка та сценаристка під сценічним псевдонімом Сібілла Пітч. Там вона проходила проби на різні ролі і мала стосунки з різними чоловіками, які, як вона сподівалася, підтримають її кар'єру. Між 1926 і 1929 роками вона з'явилася в кількох п'єсах і фільмах, у тому числі в «Дівчачими долями» Ріхарда Льовенбейна в 1928 році. Незважаючи на позитивні відгуки на рецензіях, тривалого успіху не було.
Саме цим пояснюється її прийняття пропозиції руки і серця від промисловця та інтелектуала Карла Дрейфуса (1898—1969) з Франкфурта-на-Майні, з яким вона познайомилася в Берліні. Дрейфус походив із заможної єврейської родини і керував успадкованим сімейним бізнесом. Він був близьким другом Теодор Адорно, а також писав разом з ним сюрреалістичні тексти, які з'являлися у Frankfurter Zeitung. Адорно був одним зі свідків на весіллі Карла Дрейфуса та Сібілли Пітч 30 вересня 1929 року у Франкфурті. Сибілла погодилася на епізодичну роль на франкфуртській сцені, і невдовзі їй запропонували короткотривалу роботу в Новому театрі Франкфурта-на-Майні. Після роботи редакторкою у видавництві «Рюттен і Ленінґ», на початку 1931 року вона почала працювати асистенткою драматурга в Державному театрі Дармштадта. Однак після початкового періоду задоволення вона зрозуміла, що така професійна ситуація не може тривати довго. Проблеми виникли і в особистому житті. Через світову економічну кризу Дрейфус зіткнулася з фінансовими труднощами і навіть був змушений продати свій будинок. Дрейфус також був відомий як бонвіван і ловелас і мав різні любовні романи після невдачі свого першого шлюбу, в тому числі з актрисою Маріанною Гоппе. Коли Дрейфус зустрів Гоппе влітку 1930 року, він все ще був одружений на Сібіллі. Невідомо, чи знала Сібілла про його роман, але вона була знайома з Маріанною Гоппе, оскільки та часто гостювала в будинку Дрейфуса до кінця 1930 року. З липня 1931 року подружжя жило окремо, але підтримувало зв'язок. Сібілла повернулася до Берліна, де знайшла роботу асистентки продюсера в синдикаті звукового кіно «Тобіс» під час перехідного періоду від німого до звукового кіно. Її робота полягала в розробці сценаріїв. Саме на цій посаді вона познайомилася з Ласло Могой-Надем.

### Шлюб з Ласло Могой-Надем
Взимку 1931/1932 року професор Баугаузу, художник, дизайнер і фотограф Ласло Могой-Надь і вона стали парою. Вони одружилися 1932 року в Лондоні. Для них обох це був другий шлюб. Через репресивні заходи та професійну заборону, накладену нацистським режимом у Німеччині, її чоловік з 1934 року працював в Амстердамі, а вона залишилася в Берліні з донькою Хаттулою, яка народилася в 1933 році. У 1935 році родина переїхала до Лондона, де в 1936 році народилася їхня донька Клаудія († 1971). Саме в Англії вона написала свою першу книгу «Недосконала жінка» — феміністичний аналіз ролі жінки в суспільстві. Німецькомовний рукопис так і не був опублікований.
1937 року родина емігрувала до Чикаго (США), де того ж року Могой-Надь заснував архітектурну школу «Новий Баугауз». У 1949 році вона стала частиною Іллінойського технологічного інституту і зараз відома як Інститут дизайну IIT. Сибілла Могой-Надь допомагала там своєму чоловікові. Вона підтримувала його діяльність в інституті, наприклад, організовувала літні курси та час від часу викладала сама. Вона відредагувала книгу свого чоловіка «Бачення в русі», яка була опублікована посмертно в 1947 році (він помер 24 листопада 1946 року). Водночас вона виконувала традиційні обов'язки домогосподарки і матері. Вона описувала цей подвійний тягар у своїх щоденниках, що відсунуло її власні мрії та ідеї на задній план. Вся ця важка праця не була належно оцінена. Її амбіціям також заважав той факт, що її знання англійської мови було недостатнім: у перші роки вона могла добре спілкуватися, але її мова ще не була відшліфованою.

### Історикиня архітектури та мистецтва
Після смерті чоловіка від лейкемії в листопаді 1946 року, щоб утримувати сім'ю, вона вирішила продовжити кар'єру історикині архітектури. Вона зробила собі ім'я завдяки великій кількості опублікованих фахових статей та книг. Вона скористалася не лише досвідом і знаннями свого батька, але й контактами з Вальтером Ґропіусом і Зіґфрідом Гідіоном, з якими вона познайомилася особисто через свого чоловіка.
1947 року їй запропонували посаду викладачки в Інституті дизайну в Чикаго. За цим послідувала річна викладацька робота в Університеті Бредлі в Пеорії. У 1949 році переїхала до Каліфорнії, де викладала в Школі дизайну Рудольфа Шеффера в Сан-Франциско та Каліфорнійському університеті в Берклі. У 1950 році вона коротко співпрацювала з сюрреалістом Вольфгангом Пааленом та його групою «Динатон» в рамках виставки в Художній галереї Стенфордського університету. Після публікації біографії свого покійного чоловіка Могой-Надя у 1951 році вона розпочала кар'єру професорки історії архітектури в Інституті Пратта в Нью-Йорку, де очолювала кафедру історії архітектури та матеріалознавства.

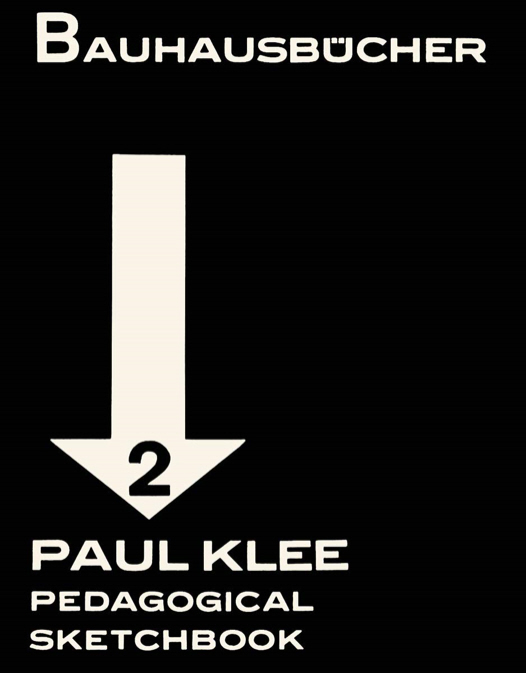
Передмова та переклад англійською (1953)

1953 року Могой-Надь переклала другу книгу з 14-томника Пауля Клее «Педагогічний етюдник», що вийшов у Баугаузі. Клеє працював викладачкою Баугаузу з 1921 по 1931 рік. Її чоловік розробив макет обкладинки та типографіку для книги, яка була вперше опублікована у 1925 році. Могой-Надь також написала вступ до англійського видання під назвою «Педагогічний етюдник» (Pedagogical Sketchbook).
Окрім викладацької діяльності, Могой-Надь проводила польові дослідження, в яких, серед іншого, вивчала сліди іммігрантів у Північній Америці, методи будівництва, запозичені з їхніх країн, та їхній подальший розвиток у Сполучених Штатах. У 1953 році вона отримала стипендію Арнольда Бруннера від Архітектурної ліги Нью-Йорка за свою роботу над народною архітектурою. Результатом її польових досліджень стала праця «Рідний геній в анонімній архітектурі», яку вона опублікувала в 1955 році і присвятила архітектору Френку Ллойду Райту, яким вона захоплювалася. Вона зазначала, що його архітектура гармонійно вписується в американський ландшафт і навіть вважала його видатним і найкращим архітектором країни, який знав, як підняти регіональність на новий архітектурний рівень — далекий від будь-якої сентиментальності, як це практикували Чарльз Войсі або Чарльз Фоллен Маккім. На противагу цьому, вона описувала сталеві та бетонні конструкції Гропіуса та Міса ван дер Рое як чужорідні тіла. У своїх роботах вона висвітлювала ірреальність міського життя та роль, яку відіграє в ньому сучасна архітектура та надмірності руху Баугауз.
У 1969 році їй було присвоєно статус почесного професора. Відтоді і до самої смерті вона була запрошеним професором Колумбійського університеті в Нью-Йорку. Померла в нью-йоркській лікарні 8 січня 1971 року у віці 67 років.

## Спадок
Дослідницький центр Архівів американського мистецтва Смітсонівського інституту володіє колекцією з близько 1500 об'єктів на десяти рулонах мікроформ — так званими паперами Сибіл і Ласло Могой-Надь. Серед них — листування, щоденники, нотатки, фотографії та інші друковані матеріали. Архівна колекція охоплює період від 1918 року, коли Ласло Могой-Надь почала малювати, до 1971 року, коли Сибілла Могой-Надь померла. Колекція виникла на основі заповіту доньки Ласло Мохолі-Надя, який вона отримала у 1971 році. Оригінальні об'єкти та документи були повернуті доньці після зйомок.
Музей сучасного мистецтва в Нью-Йорку зберігає архів листування між Сібілла Могой-Надь і архітектурним критиком Філіпом Джонсоном.

## Відгуки
Сибілла Могой-Надь вважається важливою архітектурною критикесою завдяки переоцінці сучасної архітектури, яку вона ініціювала після Другої світової війни. Завдяки численним спеціалізованим публікаціям, а отже, яскраво вираженій присутності, вона відіграла ключову роль на архітектурній сцені у післявоєнний період у Сполучених Штатах. Ця оцінка належить Рейнеру Бенхему, який після її смерті поставив Могой-Надь в один ряд з Джейн Джейкобс та Адою Луїзою Гакстейбл. Їй був притаманний суперечливий стиль письма та вміння влучно потрапляти в саму суть справи. Там, де інші хвалили її, вона була критичною і не боялася критикувати найбільших зірок сучасності. Тому під час її активної діяльності, а також після її смерті, неодноразово робилися спроби її маргіналізувати.
Її також вважають однією з рушійних сил зростаючого інтересу до урбаністичних та історичних компонентів архітектури. Вона також була відкрита до інших культур.

Бельгійська мистецтвознавиця і теоретик архітектури Гільдеґарда Гейнен сказала про Сибіллу Могой-Надь:
По-перше, Сибілла Могой-Надь прожила дуже цікаве і дуже неординарне життя. По-друге, вона була дуже важливою для архітектурної критики 1950-60-х років.
Шаблон:ZitatГейнен виступила на користь нового погляду на Могой-Надь, вплив якої вона вбачає у сучасній архітектурній практиці. Могой-Надь була однією з перших, хто критично поглянув на сучасну архітектуру в Південній Америці. Вже тоді вона запропонувала екологічно свідомий підхід до архітектури, який навіть за сьогоднішніми стандартами вважається прогресивним. Вона є прикладом впливової критикеси, яку, ймовірно, визнають набагато менше, ніж заслуговує його творчість.
Як суперечлива особистість, вона також мала суперечливі контакти з Гарвардським художнім музеєм. Вальтер Гропіус переконав Могой-Надь заповісти «Модулятор світлового простору», новаторську кінетичну скульптуру, яку створив її чоловік, Художньому музею Фогга. Вона була глибоко обурена тим, що куратор музею намагався зберегти скульптуру в тому сенсі, що він хотів зробити робочу копію, щоб уникнути пошкодження оригіналу. Документи про скульптуру, яка зараз виставлена в Музеї Буша-Райзінгера, сповнені тонкого, але дражливого обміну думками між директором музею та Сибіллою Могой-Надь.

## Нагороди
- 1953: Арнольд В. Бруннер Ґрант, Архітектурна Ліга, Нью-Йорк
- 1967: Стипендія Джона Ґуґґенгайма, Фонд Ґуґґенгайма[10]
- 1970: Критик року за версією Американського інституту архітекторів

## Фільмографія
Як актриса:
- 1927: «Природа і любов», режисери Ульріх К. Т. Шульц, Вольфрам Юнгханс і Віллі Ахл
- 1928: «Дівчачі долі» як Лене, дочка садівника, режисер Річард Левенбейн
- 1929: «Товариський шлюб» як Марія, німецько-чеська копродукція, режисери Йозеф Медеотті та Гайнц Шалл

Як асистентка виробництва:
- 1926: «Берлінський натюрморт», режисер Ласло Мохой-Надь
- 1932: «Цигани великого міста», режисер Ласло Мохой-Надь

Як сценаристка:
- 1934: «Любов перемагає», режисер Георг Цох

## Публікації (вибірка)

### Новела
- «Діти дітей», Біттнер, Нью-Йорк 1945.

### Архітектурна критика
- за участю Ласло Моголі-Надя та Вальтера Ґропіуса: "Могой-Надь: сукупний експеримент, Х"арпер, Нью-Йорк 1950.
- «Карлос Рауль Вільянуева та архітектура Венесуели», Hatje, Штутгарт, 1964.
- «Матриця людини: ілюстрована історія міського середовища». Preager, 1968.
- «Місто як доля: історія урбаністичного світу», Callwey, Мюнхен, 1970, ISBN 978-3-7667-0194-7.
- «Ласло Могой-Надь, тотальний експеримент», Kupferberg Verlag, Berlin 1972, ISBN 978-3-7837-0070-1.

### Спеціальні статті та нариси
- «Експо '67». У: Bauwelt. Том 58, № 28-29, 1967, стор. 687-696. (цифрова копія, PDF)
- «Помста Гітлера». В: Art in America, вересень/жовтень 1968, стор. 42-43.

### Переклад
- Pedagogical Sketchbook, Faber&Faber, London 1968, ISBN 978-0-571-08618-4, doi:10.11588/diglit.26771

## Веб-посилання
- Бібліографія. Сибілла Могой-Надь // Німецька національна бібліотека
- Website der Moholy-Nagy Foundation (engl.)
- Pioneering Woman of American Architecture: Sibyl Moholy-Nagy (englisch)
- Despina Stratigakos für Places Journal: Hitler's Revenge. Once formidable, now forgotten, the mid 20th-century critic Sibyl Moholy-Nagy merits new attention. — Fachartikel vom März 2015
- Silke Briel, Jonas von Lenthe, Marion von Osten, Jill Winder: «Native Genius in Anonymous Architecture» by Sibyl Moholy-Nagy — Videobeitrag